# 2002년 동계 올림픽 피겨스케이팅 여자 싱글
2002년 동계 올림픽 피겨스케이팅 여자 싱글 경기는 2002년 2월 9일부터 2월 21일까지 비빈트 스마트홈 아레나에서 열렸다.

## 경기 결과
메달은 2002년 2월 21일에 수여되었다.
휴스는 4번의 쇼트 프로그램을 치른후, 2개의 트리플 - 트리플 콤비네이션을 포함해서 7개의 트리플 점프로 프리 스케이팅을 치렀다. 콴은 쇼트 프로그램 이후로 앞서갔지만, 2번의 점프 실수로 3분의 1로 미끄러졌다. 미국의 사샤 코헨은 트리플 루츠, 트리플 토, 콤비네이션 후반부에서 탈락한 이후 4위를 했다. 슬루츠카야는 올림픽 여자 싱글에서 2번째로 메달을 딴 러시아 선수가 되었다.
| 순위                               | 선수                | 국적           | 점수 | SP | FS |
| ---------------------------------- | ------------------- | -------------- | ---- | -- | -- |
| 1                                  | 세라 휴스           | 미국           | 3.0  | 4  | 1  |
| 2                                  | 이리나 슬루츠카야   | 러시아         | 3.0  | 2  | 2  |
| 3                                  | 미셸 콴             | 미국           | 3.5  | 1  | 3  |
| 4                                  | 사샤 코헨           | 미국           | 5.5  | 3  | 4  |
| 5                                  | 스구리 후미에       | 일본           | 8.5  | 7  | 5  |
| 6                                  | 마리야 부티르스카야 | 러시아         | 8.5  | 5  | 6  |
| 7                                  | 제니퍼 로빈슨       | 캐나다         | 11.0 | 8  | 7  |
| 8                                  | 세베스티엔 율리어   | 헝가리         | 11.0 | 6  | 8  |
| 9                                  | 빅토리아 볼치코바   | 러시아         | 16.0 | 12 | 10 |
| 10                                 | 실비아 폰타나       | 이탈리아       | 17.5 | 11 | 12 |
| 11                                 | 엘리나 케투넨       | 핀란드         | 18.0 | 18 | 9  |
| 12                                 | 갈리나 마니아첸코   | 우크라이나     | 18.5 | 15 | 11 |
| 13                                 | 사라 마이어         | 스위스         | 20.5 | 9  | 16 |
| 14                                 | 엘레나 리아셴코     | 우크라이나     | 21.0 | 16 | 13 |
| 15                                 | 레티시야 위베르     | 프랑스         | 22.0 | 14 | 15 |
| 16                                 | 바네사 구스메롤리   | 프랑스         | 22.0 | 10 | 17 |
| 17                                 | 온다 요시에         | 일본           | 22.5 | 17 | 14 |
| 18                                 | 율리아 솔다토바     | 벨라루스       | 29.0 | 22 | 18 |
| 19                                 | 이도라 헤겔         | 크로아티아     | 30.5 | 23 | 19 |
| 20                                 | 바네사 준치         | 이탈리아       | 30.5 | 21 | 20 |
| 21                                 | 주자나 바비아코바   | 슬로바키아     | 31.0 | 20 | 21 |
| 22                                 | 모이차 코파치       | 슬로베니아     | 31.5 | 19 | 22 |
| 23                                 | 록사나 루카         | 루마니아       | 35.0 | 24 | 23 |
| WD                                 | 타티아나 말리니나   | 우즈베키스탄   |      | 13 |    |
| 프리 스케이팅에 진출하지 못한 선수 |                     |                |      |    |    |
| 25                                 | 스테파니 장         | 오스트레일리아 |      | 25 |    |
| 26                                 | 박빛나              | 대한민국       |      | 26 |    |
| 27                                 | 율리야 레베데바     | 아르메니아     |      | 27 |    |